# Joseph Rotman
Joseph Jonah Rotman, född 26 maj 1934 i Chicago i Illinois, död 16 oktober 2016 i Urbana i Illinois, var en amerikansk författare och professor i matematik vid Illinois universitetet.

## Karriär
Joseph Rotman gjorde sitt student- och doktorandarbete vid Chicagos universitet där han tog doktorsexamen 1959 med en avhandling om abelska grupper. År 1959 flyttade han till Illinois universitetet där han tillbringade resten av sin matematiska karriär, för att sedan avgå 2004. Hans forskning var främst inom algebra och involverade abeliska grupper, moduler, homologisk algebra och kombinatorik.
Mellan 1972 och 1973 var Rotman redaktionschef för Proceedings of the American Mathematical Society och år 1985 var han den årliga gästlektorn vid South African Mathematical Society.

## Familj
Rotman föddes i Chicago och är son till Ely och Rose Rotman. Han gifte sig med Marganit Weinberger den 25 augusti 1978 och fick två barn.

## Publikationer
Under sin karriär har Rotman bland annat publicerat 10 textböcker. Här är ett urval av hans publikationer:
- An Introduction to Homological Algebra (1979),  Pure and Applied Mathematics, vol. 85, Academic Press; ISBN 0-12-599250-5.
- An Introduction to Algebraic Topology (1988), Springer-Verlag; ISBN 0-387-96678-1.
- An Introduction to the Theory of Groups (1995), Springer-Verlag; ISBN 0-387-94285-8.
- A First Course in Abstract Algebra (2000), Prentice Hall; ISBN 0-13-011584-3.
- Advanced Modern Algebra (2002), Prentice Hall; ISBN 0-13-087868-5.
- Journey into Mathematics: an introduction to proofs (2006), Dover Publications; ISBN 0-486-45306-5.